# Studiolo d'Isabelle d'Este

Le Parnasse de Mantegna

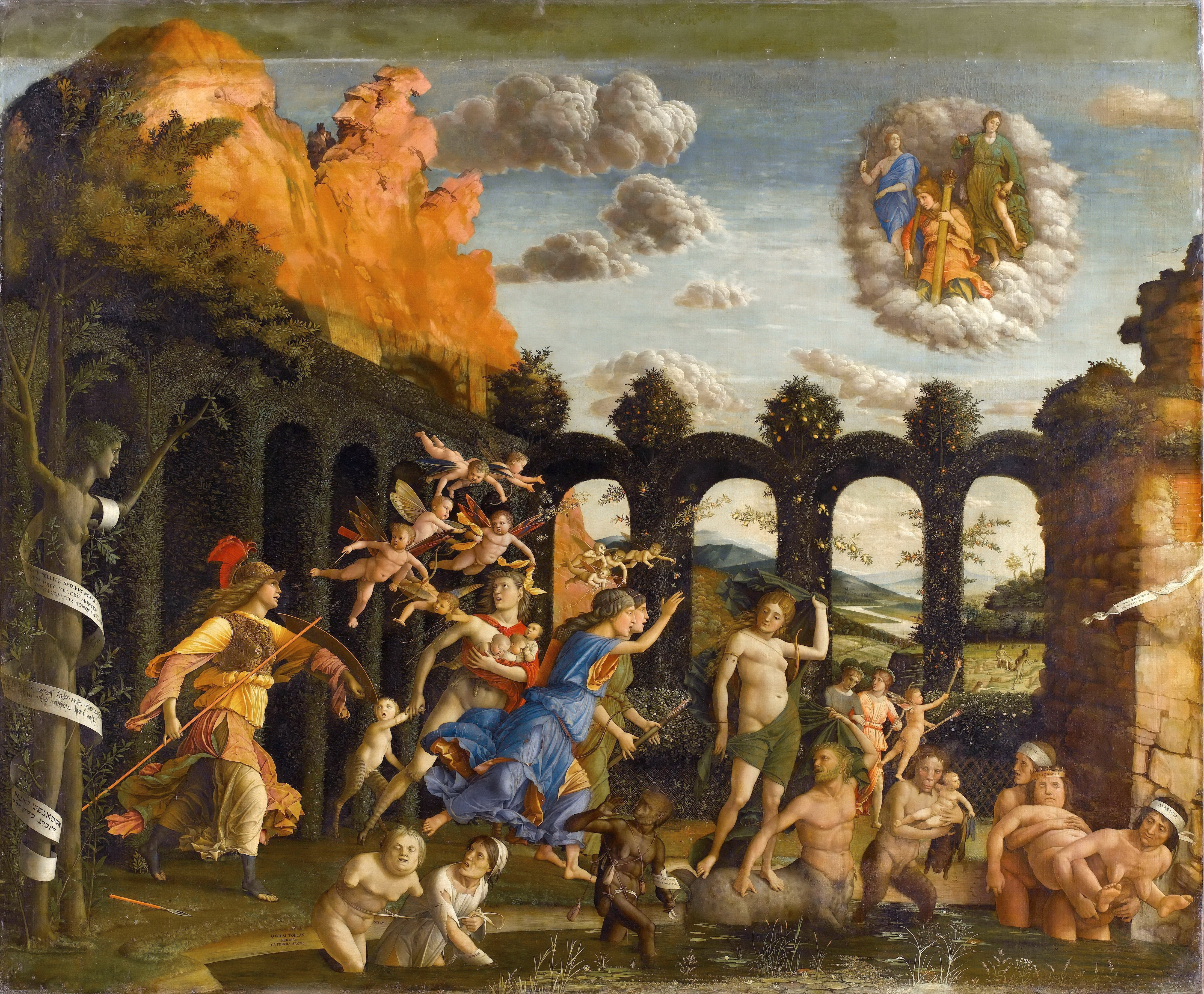
Minerve chassant les Vices du jardin de la Vertu de Mantegna

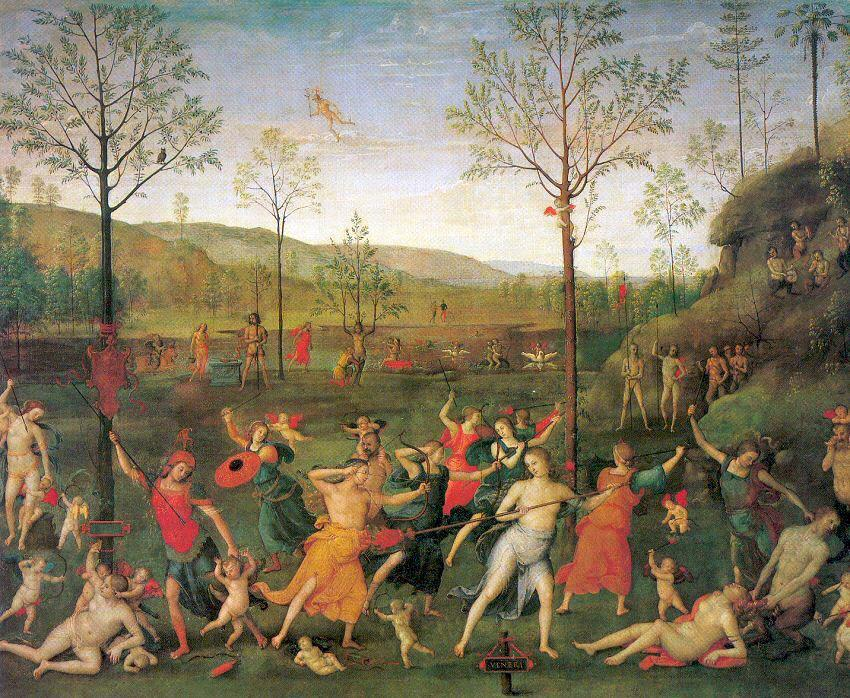
Le Combat de l'Amour et de la Chasteté du Pérugin

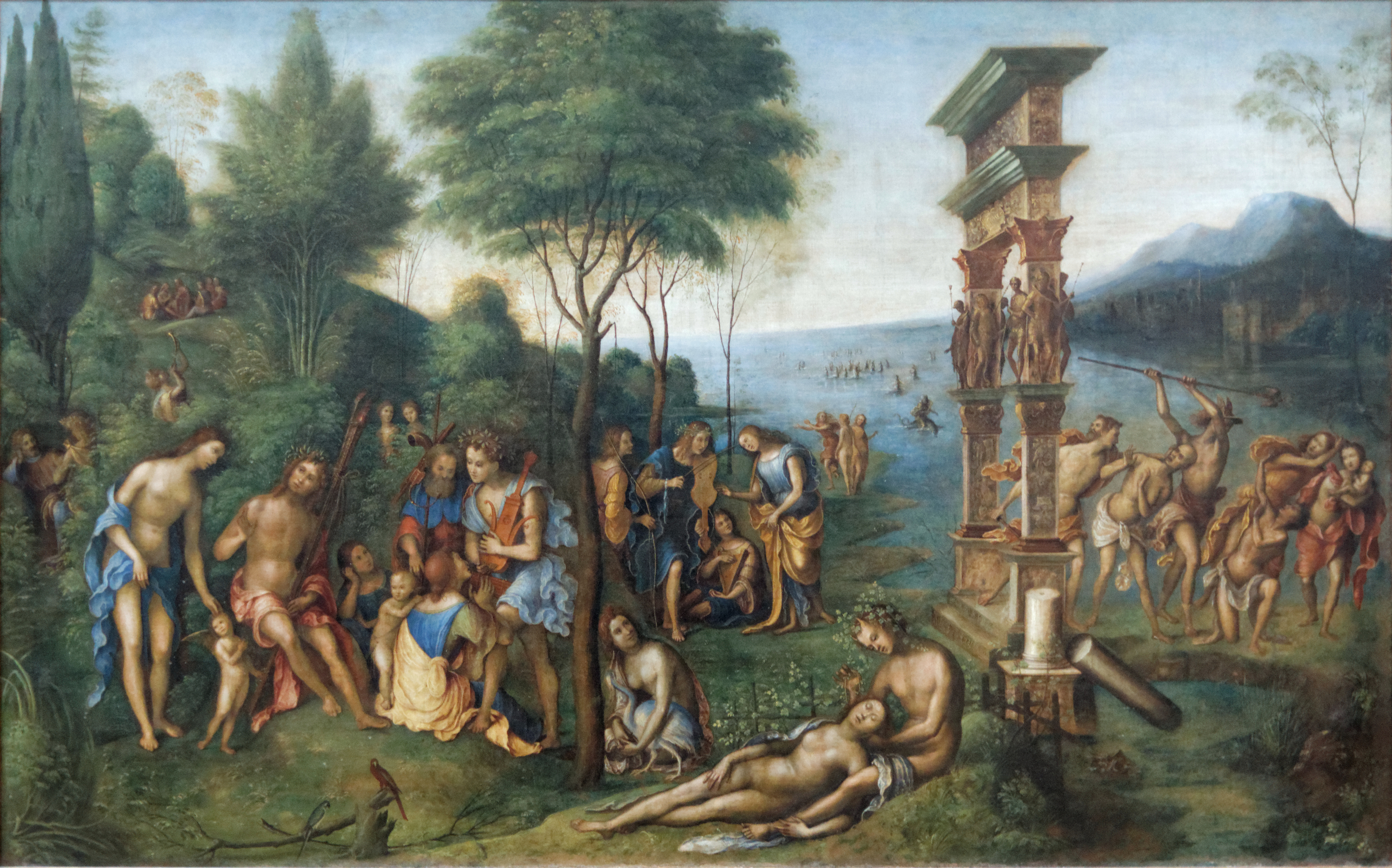
Le Règne de Comus de Lorenzo Costa

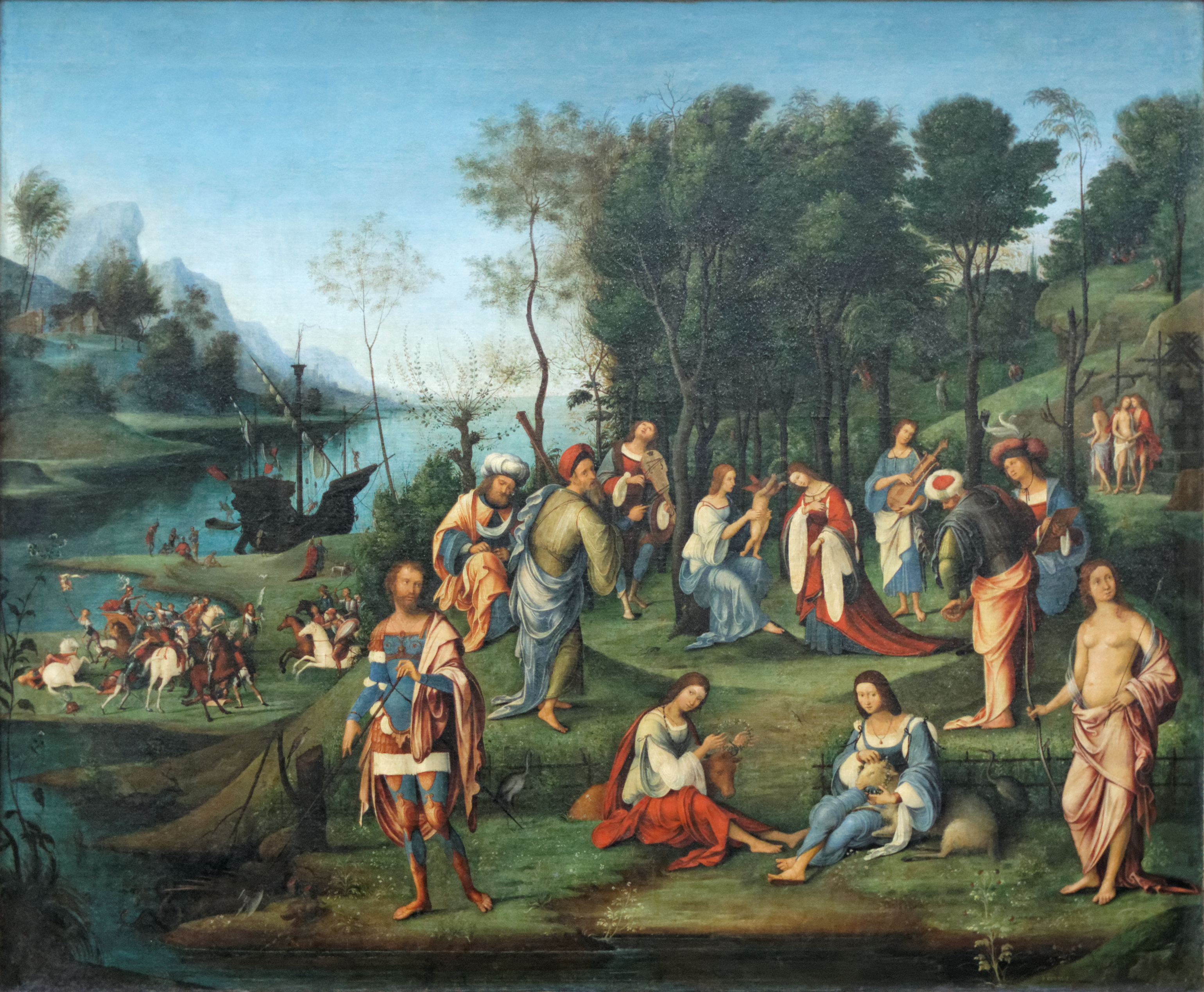
Allégorie de la cour d'Isabelle d'Este de Lorenzo Costa

Le Studiolo d'Isabelle d'Este est un studiolo italien conçu pour Isabelle d'Este, à l'intérieur du palais ducal de Mantoue, d'abord à l'étage noble (piano nobile) du Château Saint-Georges, puis, en 1523, dans les appartements de la Corte Vecchia.

## Histoire
Isabelle d'Este épousa le 12 février 1490 François II de Mantoue. Elle s'installa dans les appartements situés à l'étage noble du Castello di San Giorgio de Mantoue (non loin de La Chambre des Époux peinte par Mantegna). Elle aménagea, pour un usage tout à fait personnel, deux petites pièces de cette suite d'appartements qui comportait aussi deux chambres, un oratoire et "une petite chambre de la bibliothèque". L'une servit de studiolo (sans doute dès 1490). Isabelle d'Este y recevait ses hôtes parmi les allégories peintes par Andrea Mantegna, le Pérugin, le Corrège et Lorenzo Costa. L'autre petite pièce, la grotta (mentionnée pour la première fois en 1498), imitait une grotte souterraine.
Isabelle d'Este collectionna dans son studiolo, selon la mode du temps dans les cours en Italie, des objets qui animaient sa passion et sa curiosité, et les tableaux allégoriques qu'elle commande à Mantegna. 
Juste après son arrivée, elle avait décoré son studiolo de symboles héraldiques et d'emblèmes qu'elle fit réaliser par Gianluca Liomberti. Dès 1494, elle refit le pavement avec des majoliques spécialement créées pour l'endroit. C'est après un séjour à Ferrare où elle se rendit, entre autres, dans la villa suburbaine de Belfiore où son oncle Leonello avait aménagé une pièce consacrée aux Muses, qu'elle entreprit de faire rénover son studiolo. 
Elle sollicita vainement le concours de Giovanni Bellini, de Léonard de Vinci et de Francesco Francia ; elle n’obtint, en 1505, que le tableau du Pérugin, La Lutte entre l'Amour et Chasteté. À la mort de Mantegna, qui n'exécuta qu'une partie des commandes, c'est Lorenzo Costa qui se chargea de produire les œuvres sur les thèmes chers à Isabelle d'Este en finissant même certains tableaux comme l'Allégorie de la cour d'Isabelle et Le règne de Comus.
Il fallut une dizaine d'années pour que le cycle pictural de studiolo (aujourd'hui conservé au Louvre) soit achevé. Isabelle d'Este appela les meilleurs artistes de l'époque pour illustrer le conflit entre le vice et la vertu. Ses conseillers utilisèrent notamment des textes de Pétrarque, Ovide, Boccace, Philostrate pour en préciser les iconographies.
La grotta fut aménagée vers 1505 par les frères Antonio et Paolo Mola qui conçurent des panneaux marquetés pour les murs et un plafond de bois ouvragé avec les armoiries de la duchesse.  Les deux statues des Cupidons endormis, respectivement de Praxitèle et de Michel-Ange y furent certainement installés lors de leur arrivée à Mantoue. Le fait de rapprocher une œuvre antique d'une œuvre moderne fut alors considéré comme un propos innovant et même qualifié de « trouvaille ».
En 1523, Isabelle d'Este quitta les appartements qu’elle occupait, à l’étage noble du Castello di San Giorgio pour s’installer dans un autre bâtiment du palais ducal de Mantoue, la Corte Vecchia. Le second studiolo comportait cinq pièces et permit d'étendre les domaines de collections (médailles, marqueterie, décorations d'art grotesque…). 
En 1542, trois ans après la mort d'Isabelle, les héritiers du duc Frédéric Gonzague, lui-même décédé un an après sa mère, firent établir la liste complète des propriétés de la famille par Odoardo Stivini, notaire, qui permettent de connaitre avec exactitude le contenu des collections conservées au studiolo et dans la "grotta". 1 600 pièces furent dénombrées. Les plus précieuses étaient conservées dans la "grotta" qui était plus protégée et plus à l'abri des curieux que les autres salles. Des vases et des récipients précieux en jaspe, cristal, agate, des camées, une salière en calcédoine, des miroirs, des cages d'oiseaux, des escargots fossiles et la dent d'un narval étaient gardés dans des armoires. La collection des monnaies et médailles antiques comptaient plus de mille pièces. On comptait encore environ quatre-vingt statuettes antiques et modernes. 
En 1627, Charles Ier d’Angleterre parvint à acquérir une grande partie de la collection des Gonzague, notamment l'Allégorie des Vertus et l'Allégorie des Vices du Corrège, qui provenaient du studiolo d'Isabelle d'Este. Les autres tableaux du studiolo furent achetés par Richelieu, sans doute la même année, qui les fit installer dans son château du Poitou, augmentés de trois bacchanales peintes par Poussin. Les deux Corrège furent en 1653 acquises par le banquier Everhard Jabach. Jabach vendit en 1661, l'Allégorie des Vertus au cardinal Mazarin et l'Allégorie des Vices au roi Louis XIV qui l'ajoute ainsi à la collection royale. En 1662, l'Allégorie des Vertus rejoint à son tour la collection royale. Ils firent l'objet ensuite d'une saisie révolutionnaire pour être transférés au musée du Louvre.

## Œuvres exposées à l'origine d'Isabelle d'Este

### Du premierstudiolo
- Le Parnasse qui fut réalisé entre 1496 et 1497, à l'iconographie complexe mais où les contemporains ont reconnu Isabelle d'Este dans la figure de Vénus[1].et Minerve chassant les Vices du jardin de la Vertu, d'Andrea Mantegna
- La Lutte entre l'Amour et Chasteté, du  Pérugin dont le programme iconographique fut proposé par Paride da Ceresara qui était un humaniste et astrologue de cour. Le tableau fut peint à Florence et envoyé terminé à Mantoue en 1505[1].
- L'Allégorie de la cour d'Isabelle  dit aussi Le Couronnement d'Isabelle d'Este (1506-1507), et Le règne de Comus commencés par Mantegna et terminés par Lorenzo Costa
- Le Passage de la mer Rouge attribué à Jan Van Eyck[1].
- Un vase-camée précieux en onyx qu'Isabelle acheta en 1506 à Venise aux enchères de l'héritage de Michele Vianello (conservé à Brunswick) et qui fut exposé dans la grotta.
- La porte incrustée de marbres colorés qui ouvre sur le studiolo, réalisée par Gian Cristoforo Romano au début des années 1500[1].

### Augmentées des suivantes pour le second
- l'Allégorie des Vertus et l'Allégorie des Vices du Corrège.
- les portes de marbre sculpté,
- les marqueteries des frères Mola,
- les grotesques de Lorenzo Leonbruno,
- les réductions de statues antiques célèbres de Pier Jacopo Alari Bonacolsi dit l'Antico (env. 1460 – 1528), comme la Venus Felix[6] (conservée aujourd'hui au Kunsthistorisches Museum de Vienne).
- ses collections de monnaies, de bas-reliefs et de bustes antiques

## La renommée des collections d'Isabelle D'Este
Dès le début du XVIe siècle, les collections de la duchesse de Mantoue attirèrent les intellectuels les plus influents d'Italie. Ses cabinets eurent très vite un caractère public ce qui permit d'accroitre la renommée des Gonzague et le prestige de Mantoue. Pietro Bembo, lui-même grand collectionneur, vint régulièrement. En 1519, Titien et Dosso Dossi se déplacèrent ensemble de Ferrare pour découvrir les collections.
Isabelle d'Este fit l'objet de nombreuses éloges littéraires l'associant à ses collections, comme celle que lui fit Giuseppe Betussi dans une série de portraits de femmes célèbres ou Giangiorgio Trissino, de Vicence dans ses Rittratti publiés en 1524. En 1550, les collections de la "grotta" et les deux Cupidons sont cités dans la Descrittione di tutta Italia de Leandro Alberti.
En 1571, Ludovic Gonzague en revendiqua une partie en héritage à son frère le duc Guillaume qui en défendit l'intégrité.

## Sources
- Salmazo
- Ernst Gombrich
- Verheyen
- Candace Adelson, Jacqueline Bisconti, Mary-Alice Debout, Alain Begun, Le Studiolo d'Isabelle d'Este (Les Dossier du Département des Peintures 10), Editions RMN, Paris, 1975.